# 伊藤肇
伊藤 肇（いとう はじめ、1926年（大正15年）1月6日 - 1980年（昭和55年）10月6日）は、日本のジャーナリスト、雑誌編集者、経営評論家。

## 略歴
愛知県名古屋市生まれ。旧満州国立建国大学新制7期生（終戦で閉学）。中部経済新聞記者を経て株式会社財界研究社に入る。同社副主幹兼雑誌『財界』編集長を最後に1973年（昭和48年）に退社した後は、評論家として執筆と講演に専念した。

## 人物
選挙違反事件に関係し、時効までの3年間国内を逃亡する生活を送った経験を持つ。
安岡正篤（陽明学者・東洋思想家）の高弟と言われ、弟子に佐高信がいる。中国古典に詳しく、幅広い人脈に基づく豊富なエピソードを織り交ぜた人物論は特に経営者層の幅広い支持を集めた。逆に中国文学者からは『三国志演義』などのフィクションを史実と混同して講演の種としたことで「小説を元ネタにするのではなく、史実を基にして論じて欲しい」と批判された。

## 発言

### 師・安岡正篤の言葉
伊藤は『新装版　現代の帝王学』の「はしがき」において、私淑した安岡正篤の言葉を引用して、帝王学の3つの柱を説明している。帝王学の3つの柱とは、
1. 原理原則を教えてもらう師をもつこと
2. 直言してくれる側近をもつこと
3. よき幕賓（）[2]をもつこと

である。
そして、この言葉をもとにして、多くの実例を集めて体系だてて書籍にしたものが『現代の帝王学』である。

### 「行為する者」と「行為せざる者」
伊藤は『新装版　現代の帝王学』の「わが師　安岡正篤との出会い」において、「行為する者にとって、行為せざる者は、最も苛酷な批判者である」という箴言を引用し、経営者が「行為する者」であり、ジャーナリストは「行為せざる者」であると説明している。

## 著作

### 単著
- 『はだかの財界人　これがゴシップだ！』徳間書店、1968年。
- 『わが決断と勇気　繁栄を切り開くトップ経営者の一言』大和書房〈ペンギン・ブックス〉、1968年。
- 『ビジネスマンの名言集　仕事の悩みに答える 人間として迷ったときの座右銘』大和書房〈ダイワブックス〉、1969年。
- 『よろこびの人生論　生きる感動の発掘』大和書房〈銀河選書〉、1969年。
- 『わが決断と勇気　繁栄を切り開くトップ経営者の一言』大和書房〈ダイワブックス〉、1969年。
- 『幹部の責任　経営不安時代の行動指針』徳間書店、1971年。
  - 『幹部の責任』徳間書店〈徳間文庫〉、1987年3月。ISBN 4-19-598250-2。
- 『社長の人間学』白馬出版、1971年。
  - 『社長の人間学』（第2版）白馬出版、1981年6月。
- 『なんのヘチマ　酔語随筆』大和書房、1971年。
- 『決断の人間学　一言よく人を生かし,一言よく人を殺す』徳間書店〈人間学シリーズ〉、1974年。
- 『社長の決断』白馬出版、1974年。
  - 『社長の決断』（増補改訂）白馬出版、1981年5月。
  - 『社長の決断』徳間書店〈徳間文庫〉、1987年11月。ISBN 4-19-598401-7。
- 『一言よく人を生かす』日本生産性本部〈JPC選書〉、1975年。
- 梶原一明マスコミ事務所 編『燭の火』構造社出版、1975年12月。 - 限定版。
- 『重役への階段』広済堂出版、1975年。
  - 『帝王学は人間学』徳間書店〈徳間文庫〉、1990年3月。ISBN 4-19-599024-6。 - 伊藤 (1975b)の改題。
- 『男からみた男の魅力』産業能率短期大学出版部、1976年。
  - 『男から見た男の魅力』三笠書房〈知的生きかた文庫〉、1986年9月。ISBN 4-8379-0123-9。
- 『喜怒哀楽の人間学』PHP研究所、1978年9月。
  - 『人間学　人生の原則行動の原理』PHP研究所〈PHP文庫〉、1986年5月。ISBN 4-569-26075-6。 - 伊藤 (1978b)の改題。
  - 『人間学』PHP研究所〈PHP文庫〉、1990年。ISBN 4-569-56075-X。
- 『経営者をささえる一言』全国地方銀行協会〈銀行新書〉、1978年2月。
- 『経営者から学ぶおとなの学問』善本社、1978年6月。
- 『左遷の哲学　嵐の中でも時間はたつ』産業能率短期大学出版部、1978年9月。
  - 『左遷の哲学　嵐の中でも時間はたつ』（新装版）産業能率大学出版部、2009年3月。ISBN 978-4-382-05605-3。 - 初版：伊藤 (1978e)。
- 『生きがいの人間学　財界トップ77人の発想』日本文芸社、1979年9月。
- 『現代の帝王学』プレジデント社〈プレジデントブックス〉、1979年4月。
  - 『現代の帝王学』講談社〈講談社文庫〉、1984年2月。ISBN 4-06-183069-4。
  - 『現代の帝王学』PHP研究所〈PHP文庫〉、1993年6月。ISBN 4-569-56557-3。
  - 『現代の帝王学』（新装版）プレジデント社、1998年11月。ISBN 4-8334-1668-9。
- 『東洋経営学入門』ごま書房〈ゴマブックス〉、1979年11月。
- 『はなしの小銭入れ　財界エピソード集』PHP研究所、1979年8月。
- 『十八史略の人物学』プレジデント社、1980年3月。
  - 『十八史略の人物学』PHP研究所〈PHP文庫〉、1985年2月。ISBN 4-569-26027-6。
  - 『十八史略の人物学』（新装版）プレジデント社、1998年11月。ISBN 4-8334-1669-7。
- 『リーダーの帝王学』竹井出版、1980年3月。
- 『帝王学ノート　混沌の時代を生き抜く』PHP研究所、1980年6月。
  - 『帝王学ノート　混沌の時代を生き抜く』PHP研究所〈PHP文庫〉、1984年5月。ISBN 4-569-26007-1。
  - 『帝王学ノート　混沌の時代を生き抜く』（新装版）PHP研究所、2001年12月。ISBN 4-569-61961-4。
- 『帝王学の源流　十八史略を読む』致知出版社、1980年4月。ISBN 978-4-88474-072-6。
  - 『十八史略に学ぶ人生の法則』致知出版社、2004年8月。ISBN 4-88474-686-4。 - 伊藤 (1980d)の改題。
- 『経営者の人間学』日刊工業新聞社〈ウィークエンドブックス〉、1980年7月。
- 『リーダーの帝王学』 2巻、竹井出版、1980年9月。
- 『リーダーの帝王学』 3巻、竹井出版、1980年9月。
- 『人間的魅力の研究』日本経済新聞社〈日経文庫〉、1980年10月。ISBN 978-4-532-09224-5。
  - 『人間的魅力の研究』新潮社〈新潮文庫〉、1989年5月。ISBN 4-10-115321-3。
  - 『人間的魅力の研究』日本経済新聞社〈日経ビジネス人文庫〉、2000年11月。ISBN 4-532-19025-8。
- 『伊藤肇遺作集　人生対談と経営者の「この一言」.』経済往来社、1981年2月。
- 『不滅の帝王学　プロ指導者をめざす人へ』東林出版社、1988年8月。ISBN 4-7952-3553-8。 - 発売：星雲社。
- 『瀬戸際で問われる経営者の倫理』ごま書房、1998年4月。ISBN 4-341-17166-6。

### 共著
- 城山三郎 対談『人間学対談　管理社会を生き通す』光文社、1980年3月。
  - 城山三郎 対談『サラリーマンの一生　管理社会を生き通す 対談』角川書店〈角川文庫〉、1986年2月。ISBN 4-04-131018-0。 - 城山 & 伊藤 (1980)の改題。
- 竹井博友 共著『社長の帝王学』竹井出版、1980年4月。

## 関連人物
- 鮎川義介（生前親交あり）
- 小島直記（友人）
- 城山三郎（友人、共著あり）
- 瀬島龍三（生前親交あり）
- 中山素平（生前親交あり）
- 安岡正篤（師と仰いだ人物）